# Марсала (вино)
Марса́ла — креплёное десертное вино, производимое в окрестностях города Марсала на западе Сицилии. Содержание спирта 17-18 %, сахара 1,5-7 %. Подобно мадере, часто используется в кулинарных целях (в частности, при приготовлении куриных эскалопов и десерта тирамису).
Марсала — название, «контролируемое и гарантируемое по происхождению»: его носят только вина, произведённые в провинции Трапани, за исключением восточной коммуны Алькамо и островных территорий.

## История
Появление марсалы связывают с именем ливерпульского купца Джона Вудхауза, чей корабль пережидал шторм в порту города Марсалы. Вудхауз отведал местного вина под названием perpetuum (что значит на латыни «вечное»), которое намекает на способ его изготовления: дубовые бочки для перпетуума располагались в несколько рядов, и молодое вино, залитое в самый верхний ряд, через год переливалось в бочки этажом ниже и так далее, а его место занимало вино нового урожая. Такая технология используется и при производстве хереса (см. солера). 
Вудхауз закупил партию понравившегося ему дешёвого сицилийского вина для продажи с выгодой в родном Ливерпуле. Чтобы напиток не испортился в пути, Вудхауз добавил в бочки немного коньячного спирта. Однако знакомство англичан с сицилийским вином, состоявшееся в 1773 году, успеха ему не принесло: вино сочли совершенно непримечательным. Вудхауз отправился вновь на Сицилию, где после долгих экспериментов ему удалось обогатить вкус вина в соответствии с предпочтениями своих соотечественников, и тогда оно уже завоевало Великобританию. Вслед за Вудхаузом на Сицилию потянулись и другие британские виноделы.
Адмирал Нельсон считал марсалу вином, «достойным трапезы любого самого привередливого лорда». После победы при Трафальгаре британцы стали называть марсалу «вином победы». По преданию, в 1860 году обширные склады марсалы на Сицилии заставили войска местных Бурбонов отказаться от сопротивления высадившимся гарибальдийцам. Одно из вин, особенно понравившееся Джузеппе Гарибальди, носит его имя: «Гарибальди сладкое». С XIX века основными производителями марсалы являются сицилийские семейства Флорио и Пеллегрини. Первое из них выступало спонсором автомобильной гонки Targa Florio.

## Изготовление, разновидности, крепость
Для изготовления марсалы в современных условиях используются сорта белого винограда грилло, катарратто, инсолия (обычно отвечает за аромат), дамаскино. Из сортов чёрного винограда востребованы пиньятелло, неро д’авола, нерелло маскалезе. Основным сортом является грилло, обладающий способностью к естественному окислению; виноматериалы из прочих сортов обычно используются при купажировании в меньшем количестве. 
В качестве добавок при созревании марсалы (как и при созревании малаги) добавляют сусло одного из трёх видов:
- смесь сусла из сладких сортов винограда с небольшим количеством бренди;
- проваренное (обычно уваренное на треть) сусло (mosto cotto), которое использовалось сицилийцами ещё до Вудхауза;
- сифоне — концентрированное виноградное сусло.

По цвету марсала бывает трёх разновидностей:
- золотая (оро) — из белого винограда;
- янтарная (амбра) — из белого винограда;
- рубиновая (рубино) из смеси белого и красного винограда.

По длительности выдержки выделяют марсалу:
- отборную (фине) — минимум один год выдержки;
- высшего качества (суперьоре) — минимум два года выдержки;
- высшего качества длительного хранения (суперьоре ризерва) — минимум четыре года выдержки;
- неперебродившая (верджине) — минимум пять лет выдержки;
- неперебродившая длительного хранения (верджине ризерва) — минимум десять лет выдержки.

Стандартная крепость отборной марсалы — 17 %, остальных типов — 18 %.
Для марсалы характерен специфический привкус — результат добавки к вину небольшого количества предварительно вываренной корабельной смолы. Выпускаются ароматизированные марки марсалы, например с запахом чёрной смородины, банана и т. п.